# La pequeña señora de Pérez (película de 1944)
La pequeña señora de Pérez es una película argentina en blanco y negro dirigida por Carlos Hugo Christensen sobre guion de Julio Porter y César Tiempo según obra de Stephan Bekeffi Esposa en penitencia y teatralización posterior de André de Loos que se estrenó el 28 de enero de 1944 y tuvo como protagonistas a Mirtha Legrand y Juan Carlos Thorry.

## Sinopsis
Una estudiante, a escondidas, vuelve al colegio que dejara para casarse con uno de sus profesores.

## Reparto

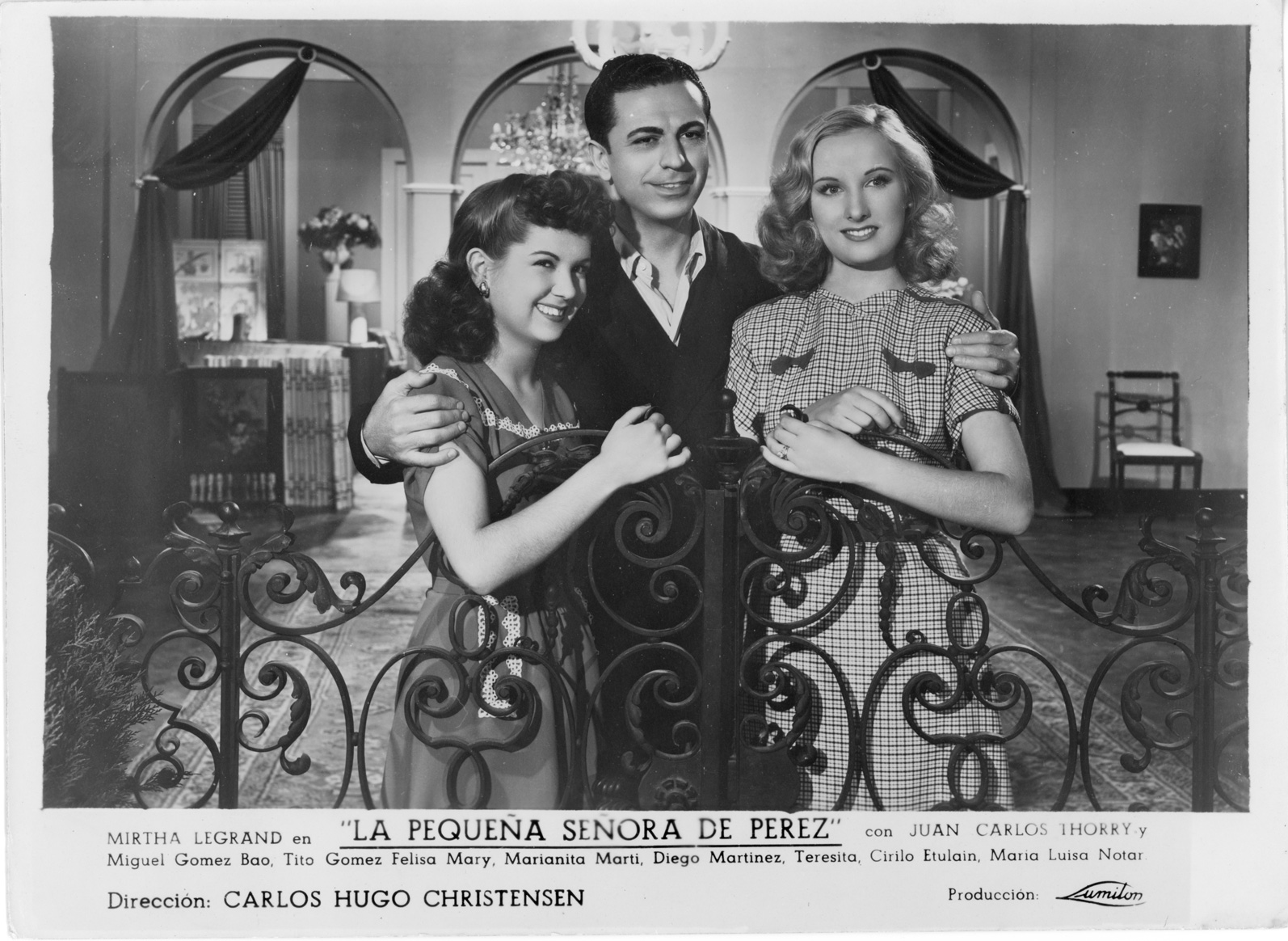
Marianita Martí, Juan Carlos Thorry y Mirtha Legrand en una escena del film.

Participaron del filme los siguientes intérpretes:
- Mirtha Legrand ... Julieta Ayala de Pérez
- Juan Carlos Thorry ... Doctor Carlos Cupido Pérez
- Miguel Gómez Bao ... César Ayala
- Tito Gómez ... Profesor Jacinto Mauri
- Cirilo Etulain ...Profesor Solís
- Mariana Martí ... Sabina Perales
- Diego Martínez
- María Luisa Notar ... Olvido
- Teresita Pagano ... Marianita Ayala
- Amelia Peña
- Olga Zubarry ... alumna
- Elvira Quiroga
- Adriana Alcock
- Nelly Panizza
- Felisa Mary ... Carolina Peña de Ayala
- Susana Latou

## Comentarios
Calki opinó en El Mundo que se trata de un filme "bien realizado y de ágil desarrollo...destaca, dentro de su superficialidad, una eficacia cómica poco común" en tanto la crónica de La Nación expresaba que "lo narrativo tiene...significado particular, ya que se ha podido sostener su interés sin disminuir la importancia de la imagen".
La película obtuvo un gran éxito y, en 1945, se estrenó una secuela de la misma titulada: La señora de Pérez se divorcia.

## Premio
La Academia de Artes y Ciencias Cinematográficas de la Argentina le otorgó por este filme a Mirtha Legrand el premio Cóndor Académico a la mejor actriz protagonista de 1944.

## Versión posterior
En 1972 se estrenó en México una nueva versión de esta película, la cual fue dirigida por Rafael Baledón (sobre la base de una adaptación realizada por José María Fernández Unsáin, Adolfo Torres Portillo y el mismo Rafael Baledón) y protagonizada por Hilda Aguirre y Julio Alemán.